# Bernhard Witthaus
Bernhard Witthaus (* 28. Februar 1903 in Mülheim an der Ruhr; † 7. Juli 1971 ebenda) war ein deutscher Politiker (SPD), Landtagsabgeordneter und Oberstadtdirektor in Mülheim an der Ruhr (1953–1963).

## Leben
Bernhard Witthaus wurde als sechstes Kind (von acht Kindern) des Malermeisters Ernst Witthaus und seiner Ehefrau Clementine Witthaus, geborene Tellen, im Mülheim an der Ruhr geboren. Hier besuchte er die Volksschule und absolvierte anschließend eine Lehre in der Firma H. Mülders Tiefbau. Es folgten Anstellungen als 1. Buchhalter bei der Firma Gerhardt & Co. sowie in der Firma seines Vaters Ernst Witthaus. Anschließend wurde er zum Abteilungsleiter der Arbeitsvermittlung und Vertreter des Arbeitsamtsdirektors berufen. Nach der Machtübernahme Hitlers erhielt er 1933 die fristlose Kündigung des Arbeitsverhältnisses. In der Zeit zwischen 1933 und 1945 stand er unter dauernder Kontrolle der Gestapo und wurde wiederholt in sogenannte Schutzhaft genommen. 
Nach seinem erzwungenen Ausscheiden aus dem Dienst des Arbeitsamtes begann er im August 1935 eine freiberufliche Tätigkeit als Bücherrevisor und Steuerberater, die während der Kriegszeit von seiner Frau Martha Witthaus fortgeführt wurde. Nach Kriegsausbruch wurde er im Oktober 1940 eingezogen und versah seinen Dienst als Feuerwerker, bis zum März 1945, auf den Flughäfen Flensburg-Mürwik und Dortmund, zuletzt im Rang eines Feldwebels.
Bernhard Witthaus war verheiratet mit Martha Witthaus (* 24. März 1901), geb. Schmitz. Aus dieser Ehe stammen zwei Kinder: Renate Henrich (1932–2015), geb. Witthaus, sowie Bernd Witthaus (* 1940).

## Politik
Bereits mit 19 Jahren wurde er als jüngster Stadtverordneter für die SPD ins Stadtparlament gewählt. In einem aus dem Jahr 1950 datierenden Lebenslauf schreibt er, dass er während der gesamten Nazizeit mit seinen Gesinnungsfreunden in Verbindung blieb und immer das Parteibuch behielt. Nach Kriegsende wurde er im November 1945  zum Beigeordneten der Stadt Mülheim an der Ruhr, gewählt, im Mai 1946 neben dem amtierenden Oberbürgermeister Wilhelm Diederichs (CDU) und dem Oberstadtdirektor Josef Poell zum Stadtdirektor sowie 1953 – nach dem plötzlichen Tod Poells – zum Oberstadtdirektor. Dieses Amt versah er in den schwierigen Nachkriegszeiten des Wiederaufbaues bis 1963.

## Abgeordneter
Bereits 1950 wurde Bernhard Witthaus für die SPD im heftig umkämpften Wahlkreis 67 Mülheim-Süd in den Landtag Nordrhein-Westfalens gewählt. Hier wirkte er entscheidend mit an der Gestaltung der Gemeindeordnung in NRW sowie an verschiedenen wasserwirtschaftlichen Konzepten und Gesetzgebungsverfahren (z. B. Bigge-Gesetz), was auch seinen Ausdruck fand in der Mitgliedschaft in den Gremien von Ruhrverband und Ruhrtalsperrenverein. Nach 16 Jahren Landespolitik machte er 1966 Platz für den jüngeren Abgeordneten Fritz Denks.

## Ämter in der Wirtschaft
Bernhard Witthaus wurde ferner in verschiedene Aufsichtsräte berufen: So versah er die Funktion des „neutralen Mannes“ im mitbestimmten Aufsichtsrat der Rheinstahl Eisenwerke Mülheim/Meiderich AG, später Rheinstahl Hüttenwerke AG, Essen, fungierte als stellvertretender AR-Vorsitzender der RWE AG, Essen, neben dem legendären Vorstandsvorsitzenden der Deutschen Bank AG, Frankfurt, Hermann Josef Abs. Er war weiterhin Mitglied der Aufsichtsräte der Rhenag AG, Köln, sowie der Thüringer Gas AG.

## Ehrungen
Bernhard Witthaus hat alle ihm angetragenen Ehrungen aus grundsätzlichen Erwägungen stets abgelehnt.